# Waldeckische Landeszeitung
Die Waldeckische Landeszeitung (WLZ) ist eine im Landkreis Waldeck-Frankenberg erscheinende Tageszeitung mit lokalem Schwerpunkt. Die WLZ erzielt eine verkaufte Auflage von 13.284 Exemplaren, ein Minus von 39,4 Prozent seit 1998.
Die seit 1974 zur WLZ gehörende Frankenberger Zeitung wurde im Herbst 2015 eingestellt. Ihr Auflage lag zuletzt bei rund 4.500 Exemplaren.

## Beschreibung
Die Waldeckische Landeszeitung (WLZ) ist eine Lokalzeitung für das Waldecker Land. Sie erscheint im Wilhelm Bing Verlag in Korbach, dessen alleinige Gesellschafterin seit 2015 die Medien-Beteiligungsgesellschaft (MBG) in Bad Hersfeld ist. Das Verlagsgebäude liegt in der Lengefelder Straße 6 in der Kreisstadt Korbach.
Die Redaktion produziert an den drei Standorten Korbach, Bad Arolsen und Bad Wildungen; der Standort Frankenberg wurde 2015 aufgegeben. Gedruckt wird die Zeitung bei der Zeitungsdruck Dierichs GmbH & Co. KG in Kassel. Zu den Merkmalen der Zeitung gehören u. a. ein durchgängig vierfarbiges Layout, täglich wechselnde Spezialseiten, sowie Bilderstrecken und Videos ergänzend zur Online-Ausgabe (E-Paper). Für mobile Geräte steht eine App zur Verfügung.

## Geschichte

### Waldeckische Landeszeitung
Am Dienstag, 10. Mai 1887, brachte der damals 28 Jahre alte Wilhelm Bing in Korbach die erste Ausgabe der Corbacher Zeitung heraus. Der aus Usingen im Taunus stammende Buchdrucker, Schriftsetzer, Journalist und Verleger wählte als Untertitel Allgemeiner Anzeiger für das Fürstenthum Waldeck und das Nachbargebiet. Seit dem 1. Dezember 1910 trägt sie den Titel Waldeckische Landeszeitung.
Bings zunächst am Mittwoch und Samstag erscheinendes Blatt hatte in den waldeckischen Städten Arolsen und Bad Wildungen bereits Konkurrenz, etwa durch den Waldeckschen Anzeiger, die Waldecksche Rundschau oder die Wildunger Zeitung. Die Corbacher Zeitung setzte sich aber auf dem Markt durch; die anderen Verleger gaben auf oder verkauften ihre Titel an Bing. Ab dem „Dreikaiserjahr“ 1888 erschien seine Zeitung dreimal die Woche, und seit dem 1. Oktober 1910 kommt sie als erste Zeitung in Waldeck täglich heraus. Nach dem Tod Wilhelm Bings 1912 führte seine damals 34-jährige Frau Hermine den Verlag weiter. 1919 ging die erste Rotationsmaschine in Betrieb. 1932 übernahmen Wilhelm Bings Söhne Ludwig und Hermann Bing die Leitung. Sie setzten sich stark für die Aufarbeitung der Landesgeschichte ein; so etablierten sie in ihrer Zeitung die Beilage Mein Waldeck. 1931 übernahm der Verlag die Herausgabe des seit 1727 bestehenden Waldeckischen Landeskalenders. Zahlreiche Bücher zur Orts- und Landesgeschichte Waldecks erschienen im Hause Bing. Der Verlag modernisierte, kaufte neue Druckmaschinen und eine größere Rotation.
In der Zeit der Weimarer Republik scheiterten die Versuche, weitere Zeitungen in Waldeck, wie das Waldecker Volksblatt oder die Korbacher Post zu etablieren. 1934 gab der letzte Verleger auf. Seit 1936 führt die Waldeckische Landeszeitung den Untertitel Arolser Zeitung – Korbacher Zeitung – Wildunger Zeitung. Konkurrenz erwuchs der WLZ nach 1933 durch die Blätter der Nationalsozialisten, die massiv für ihren Waldeckschen Beobachter und die Kurhessische Landeszeitung des NSDAP-Gaus Kurhessen in Kassel warben. Zwar behauptete sich die „bürgerliche“ WLZ, doch auch sie wurde gleichgeschaltet und passte sich in Tonfall und Inhalt den „Sprachregelungen“ aus der Berliner Reichspressekonferenz und dem Reichsministerium für Volksaufklärung und Propaganda an. Bis zum Einmarsch amerikanischer Truppen in Korbach am 29. März 1945 erschien die Zeitung.
Die amerikanische Militärregierung erließ ein Berufsverbot für alle Altverleger. Auch als Mittel der „Umerziehung“ der Deutschen vergab sie an „Unbelastete“ Lizenzen für neue Zeitungen. In Waldeck erschienen zunächst eine Nebenausgabe der Hessischen Nachrichten aus Kassel, die als Dritte in Hessen eine Lizenz erhalten hatten. Von 1948 bis 1950 gab der gebürtige Nürnberger Ludwig Wilhelm Steinkohl im gepachteten Korbacher Verlagshaus der Bings mit einer US-Lizenz den Waldecker Kurier heraus. Die Auflage verharrte bei weniger als 1.500 Exemplaren. Als am 21. September 1949 in Westdeutschland eine „Generallizenz“ erlassen wurde, nutzten die Bings die Chance und Steinkohl gab auf: Zum 31. Mai 1950 stellte er den Waldecker Kurier ein, und ab dem 1. Juli erschien wieder die WLZ unter Bings Regie. Noch im gleichen Jahr kletterte die Auflage auf 11.000 Exemplare. Die WLZ wurde Marktführer. Sie gehörte zu den Zeitungen, die in ihrem Gebiet die dichteste Verbreitung aufwiesen, und fast in jedem Haushalt des Waldecker Landes wurde sie täglich gelesen. Das 1959 durch den Zusammenschluss der beiden Kasseler US-Lizenzblätter Hessische Nachrichten und Kasseler Zeitung entstandene Konkurrenzblatt Hessisch-Niedersächsische Allgemeine (HNA) verharrte im Waldecker Gebiet auf niedrigem Auflagenniveau.
Ludwig und Hermann Bing machten sich an den Wiederaufbau des Korbacher Verlages. 1953 wurde die Produktionsfläche des Betriebes erweitert, 1959 eine neue Rotation angeschafft. 1962 wurde das neue Verlagshaus an der Lengefelder Straße fertig. Es wurde 1976 durch die Buchdruckerei erweitert, die 1995 in einen Neubau umzog. Als die Kreise Waldeck und Frankenberg 1974 im Zuge der hessischen Gebietsreform zusammengeschlossen wurden, übernahmen die Bings die 1870 gegründete Frankenberger Zeitung von der Verlegerfamilie Kahm. In zwei Jahrzehnten verdoppelte diese Heimatzeitung ihre Auflage.
Mit der Wirtschaftskrise um die Jahrtausendwende setzte ein weiterer Konzentrationsprozess auf dem deutschen Zeitungsmarkt ein, der Druck auf kleine Verlage wuchs. 2004 endete die Verantwortung der WLZ-Gründerfamilie: Wilhelm Bing gab den Verlag an die Verlagsgruppe Madsack ab, 2015 erfolgte ein erneuter Wechsel zur Medien-Beteiligungsgesellschaft MBG.

### Frankenberger Zeitung

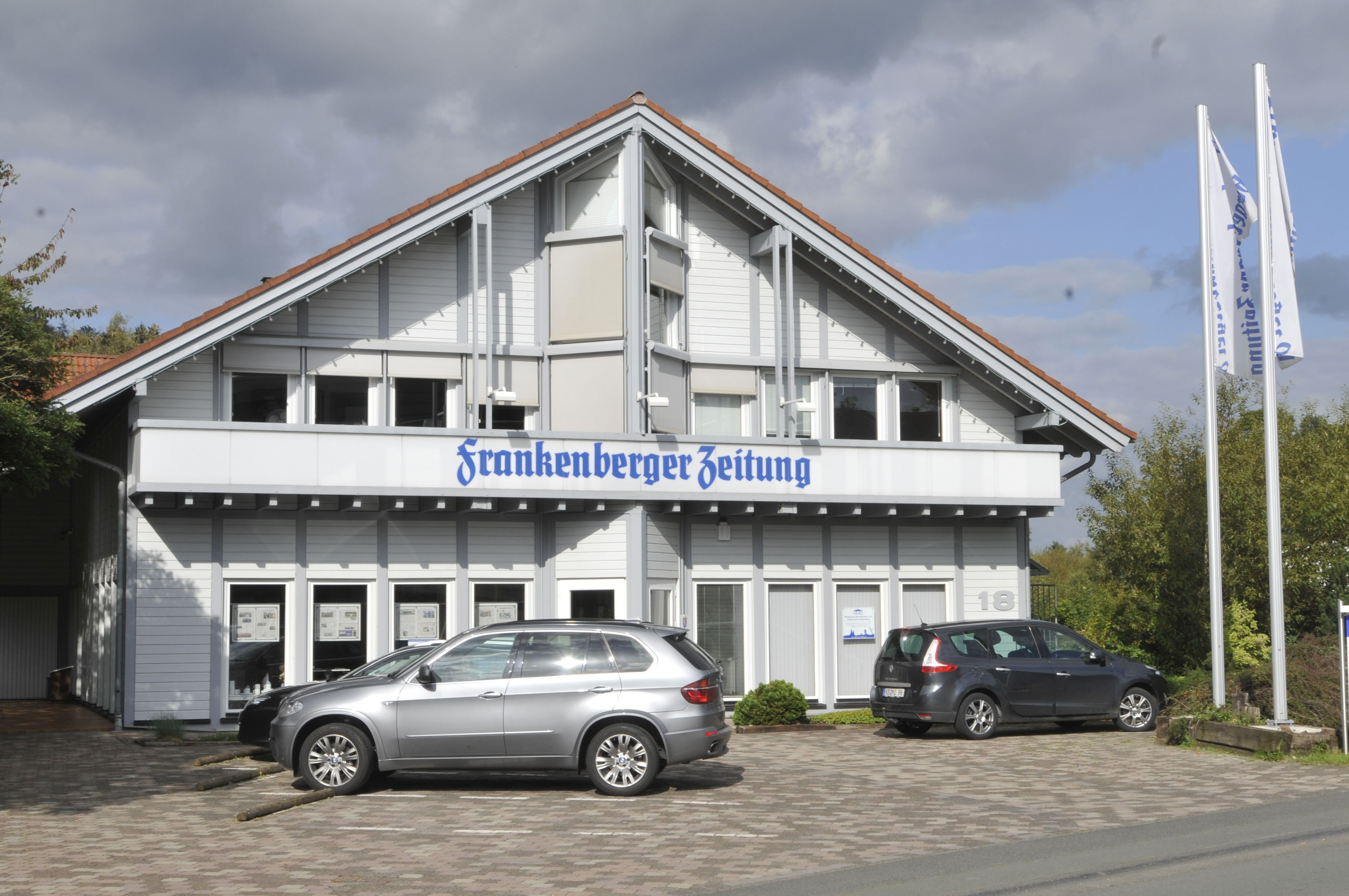
Das ehemalige Redaktionshaus in Frankenberg

Am Mittwoch, 17. August 1870, brachte der Frankenberger Verleger Franz Kahm die erste Ausgabe des Frankenberger Boten heraus, aus dem 1912 die Frankenberger Zeitung hervorging. Franz Kahm war am 4. September 1843 als Sohn eines Bierbrauers in Dillenburg geboren worden. In der Heinzerling’schen Buchdruckerei in Biedenkopf erlernte er das Handwerk des Buchdruckers. Im Frühjahr 1870 zog er mit seiner Frau Elise, geborene Pitt, in die Kreisstadt Frankenberg, wo er am 1. Juli 1870 in der Neustädter Straße eine eigene Druckerei eröffnete. Einen Monat später gründete er die erste Zeitung in der Geschichte der Stadt. Er lud „die Bewohner hiesiger Stadt und Umgebung“ ein, den vorerst mittwochs und samstags erscheinenden „Anzeiger für Politik, Unterhaltung und Annoncen“ zu abonnieren.
Franz Kahm war für die Technik und die Redaktion der Zeitung zuständig, seine Frau eröffnete ein Papier- und Schreibwarengeschäft mit Buchhandlung. 1877 erhob die königlich-preußische Regierung die Zeitung zum „Amtlichen Kreisblatt für den Kreis Frankenberg“, in dem alle Frankenberger und Vöhler Behörden ihre amtlichen Bekanntmachungen abzudrucken hatten. Das Blatt mit dem preußischen Adler im Titel wurde im April 1910 auf Berliner Format vergrößert. Ab Januar 1912 trug es den Titel Frankenberger Zeitung. Es erschien damals dreimal die Woche mittags. Für überregionale Meldungen nahm Kahm Beziehungen zu einem Nachrichtenbüro auf, später schaffte er einen Funkfernschreiber an. Im Dezember 1913 übergab Kahm das Unternehmen seinen beiden Söhnen. Sein ältester, Otto Kahm, hatte eine technische Ausbildung absolviert, er übernahm auch die „Schriftleitung“ der Zeitung. Franz junior durchlief eine Lehre als Kaufmann und Buchhändler, er übernahm das Geschäft und die Verlagsleitung. Als Naturliebhaber vertrieb er zudem unter dem Titel „Kahms Herbarium“ reichsweit Zubehör für Pflanzenkundler sowie Spezialformulare.
Nach dem Ersten Weltkrieg erschien die Frankenberger Zeitung bereits morgens. Ab Dezember 1932 kam sie täglich außer sonntags heraus. Nach der „Machtergreifung“ Adolf Hitlers am 30. Januar 1933 und der „Gleichschaltung“ der deutschen Presse verbreitete auch die Frankenberger Zeitung die Propaganda der Nationalsozialisten, die im Kreis Frankenberg eine Hochburg hatten. Otto Kahm starb 1935. Sein Bruder Franz nahm seinen Sohn Waldemar ins Geschäft auf. Gegen Ende des Zweiten Weltkriegs musste die Zeitung ihr Erscheinen 1944 wegen Papiermangels einstellen. Die amerikanische Militärregierung verhängte 1945 ein Berufsverbot für alle Altverleger. Im Frankenberger Land gaben die Hessischen Nachrichten aus Kassel mit US-Lizenz eine Nebenausgabe heraus. Erst am 30. August 1949 kam die Frankenberger Zeitung unter der Regie der Familie Kahm wieder auf den Markt: „Nach bitteren Jahren des Schweigens ist es uns durch die Genehmigung des Pressegesetzes in Hessen nunmehr endlich möglich geworden, mit einer selbstständigen Heimatzeitung wieder zu erscheinen“, schrieb die Redaktion unter der Schlagzeile „Zum neuen Beginnen Freude bei jung und alt“.
Um überregionale Nachrichten zu erhalten, bildeten die Kahms mit anderen Verlegern eine Arbeitsgemeinschaft: 1958 schlossen sie sich der „Redaktionsgemeinschaft deutscher Heimatzeitungen“ an. Die Frankenberger Zeitung entging trotz der stark gewordenen Konkurrenz aus Kassel dem großen Verlagssterben der 1950er Jahre und behauptete sich. Die Familie Kahm begründete zudem den Aulis-Verlag, der naturwissenschaftliche Schriften für Schulen herausgab.
1961 starb Franz Kahm. Sein Sohn Waldemar Kahm nahm seinen Sohn Gert mit in die Geschäftsleitung auf, der in Biberach eine Ausbildung absolviert und an der Akademie für grafisches Gewerbe in München studiert hatte. 1966 bezogen die Druckerei und die Frankenberger Zeitung einen Neubau im Industriegebiet. Mit dem Zusammenschluss der Kreise Waldeck und Frankenberg 1974 übernahm die Korbacher Verlegerfamilie Bing die Frankenberger Zeitung. Deren Waldeckische Landeszeitung lieferte seitdem auch den Mantelteil für die Frankenberger Zeitung, die in den folgenden zwei Jahrzehnten ihre Auflage mehr als verdoppelte. Auch Umfang und Mitarbeiterzahlen nahmen zu. 2004 übernahm die Verlagsgesellschaft Madsack aus Hannover den Wilhelm Bing Verlag. Ab 2009 wurde der überregionale Teil der Waldeckische Landeszeitung und der Frankenberger Zeitung von der ebenfalls zur Verlagsgruppe Madsack gehörenden Oberhessischen Presse in Marburg produziert.
Im April 2015 gab der Verlag bekannt, dass die Frankenberger Zeitung zum 30. September 2015 eingestellt werden würde. Vorausgegangen war eine Übernahme des Bing-Verlags durch die Medien-Beteiligungsgesellschaft MBG in Bad Hersfeld. Neuer Verleger ist Daniel Schönigh, ein Neffe des Kasseler Verlegers Dirk Ippen, dessen Hessisch-Niedersächsische Allgemeine (HNA) im Landkreis Waldeck-Frankenberg in Konkurrenz zu den Blättern des Bing-Verlags erschien. Bereits zum 1. April 2015 stellte Ippen die Korbacher Lokalausgabe der HNA ein. Mit dem Ende der Frankenberger Zeitung bei gleichzeitiger Stärkung des HNA-Standorts Frankenberg ist die publizistische Gebietsbereinigung in der strukturschwachen nordhessischen Region abgeschlossen. Die Abo-Auflage der Frankenberger Zeitung hatte zuletzt nur noch rund 4.500 Exemplare betragen.

## Auflage
Die Waldeckische Landeszeitung büßte bis 2018 wie die meisten deutschen Tageszeitungen an Auflage ein. Der Anstieg 2018 wurde durch den Verkauf elektronischer Zeitungen erzielt. Die verkaufte Auflage ist in den vergangenen 10 Jahren um durchschnittlich 1,6 % pro Jahr gesunken. Im vergangenen Jahr hat sie um 3,6 % abgenommen. Sie beträgt gegenwärtig 13.284 Exemplare. Der Anteil der Abonnements an der verkauften Auflage liegt bei 96,4 Prozent.
| 1998  | 1999  | 2000  | 2001  | 2002  | 2003  | 2004  | 2005  | 2006  | 2007  | 2008  | 2009  | 2010  | 2011  | 2012  | 2013  | 2014  | 2015  | 2016  | 2017  | 2018  | 2019  | 2020  | 2021  | 2022  | 2023  | 2024  |
| ----- | ----- | ----- | ----- | ----- | ----- | ----- | ----- | ----- | ----- | ----- | ----- | ----- | ----- | ----- | ----- | ----- | ----- | ----- | ----- | ----- | ----- | ----- | ----- | ----- | ----- | ----- |
| 21903 | 21829 | 21911 | 21633 | 21276 | 20857 | 20216 | 19950 | 19409 | 18947 | 18642 | 18126 | 17777 | 17417 | 16842 | 16075 | 15550 | 17610 | 17230 | 17112 | 30468 | 29284 | 28383 | 27730 | 14476 | 13785 | 13284 |